# Thannhausen
Thannhausen je obec, která se rozkládá v okrese Weiz, ve spolkové zemi Štýrsko v Rakousku. V lednu 2016 zde žilo 2402 obyvatel.

## Popis
Území obce má rozlohu 33,41 km². Jižní část zasahuje do údolí potoka Weizbach a jeho přítoků. Nadmořská výška je tady okolo 450 m. Směrem k severu se však zvyšuje a dosahuje na vrcholku hory Hoher Zetz výšky až 1264 m n. m. Vzhledem k tomu, že území je hornaté, jsou osady obce rozloženy převážně v jižní části.

## Členění obce
Obec zahrnuje devět osad (místních částí). V závorkách jsou uvedeny počty obyvatel v lednu 2015.
- Alterilz (106)
- Grub (175)
- Landscha bei Weiz (592)
- Oberdorf bei Thannhausen (195)
- Oberfladnitz-Thannhausen (407)
- Peesen (315)
- Ponigl (254)
- Raas (177)
- Trennstein (155)

## Sousedé
Obec Tannhausen sousedí s těmito obcemi: Sankt Kathrein am Offenegg na severu, Anger na severovýchodě, Puch bei Weiz na východě, Weiz a Sankt Ruprecht an der Raab na jihu, Naas na západě.

## Doprava
Katastr obce je protkán silničkami místního významu, které spolu propojují jednotlivé osady a samoty. V sousedním městě Weiz je ale napojení na Zemskou silnici B64 (Rechberg Straße) a přes jihovýchodní část obce prochází Zemská silnice B72 (Weizer Straße).

### Železnice
Jihovýchodní částí obce prochází osadou Peesen a v blízkosti osady Alterilz úzkorozchodná železniční dráha Feistritztalbahn (rozchod 760 mm). Trať spojuje město Weiz s městysem Birkfeld.

## Památky
- Zámek Thannhausen